# Asan United FC
Asan United FC war ein Fußballfranchise aus Asan in Südkorea. Der Verein nahm an der K3 League, der vierthöchsten Spielklasse Südkoreas, teil. Der Verein nahm bis Ende 2013 an der Liga teil, ehe er sich aus finanziellen Gründen aus der K3 League zurückziehen musste. 2015 fusionierte der Verein mit Cheonan FC.

## Geschichte

### Gründung (2007)
Nachdem die KFA die Gründung der Amateurliga K3 League bekannt gegeben hatte, nahm Asan die Planung für ein eigenes Franchise auf. Als später bekannt wurde, dass die erste Spielzeit 2008 ausgetragen werden sollte, leitete die Stadtverwaltung die Vereinsgründung in die Wege und meldete sich in der K3 League an. Die offizielle Vereinsgründung fand im Dezember 2007 statt. Erster Trainer des Vereins wurde Jeong Ji-hun. 2008 trat der Verein unter den Namen Asan FC an.

### Asan-Ära (2007–2011)
Die Premierenspielzeit von Asan verlief schlecht. In der Hinrunden-Serie wurde man nur enttäuschender Achtplatzierter, während man in der Rückrunden-Serie sogar nur Letzter wurde. Der Verein verpasste somit weit die Meisterschaftsfinal- sowie die Pokalqualifikation. Zur Saison 2009 benannte sich der Verein in Asan United FC um. Die zweite Spielzeit verlief besser als die vorherige. In der Hinrunden-Serie platzierte man sich auf Tabellenplatz 12. Die Rückrunde beendete man auf einem guten Platz fünf, allerdings konnte man sich erneut nicht für den Pokal sowie für die Meisterschaftsspiele qualifizieren. Nach Ende der Saison wurde Jeong Ji-hun entlassen.
Zur Spielzeit 2009 nannte sich der Verein erneut um. Von 2009 bis 2011 trug der Verein den Namen Asan Citizen FC. Die Spielzeit 2009 verlief erneut sehr enttäuschend. Der Verein beendete die Spielzeit auf Platz 16, mit nur sechs Punkten aus 32 Spielen. Der Verein konnte sich somit erneut nicht für den Pokal qualifizieren. 2010 wurden die Vereine in zwei Gruppen aufgeteilt. In der Gruppenphase beendete der Verein die Liga auf Platz sieben von insgesamt neun Vereinen. 2011 wurde der Verein in der Gruppenphase sogar Letzter. Ende 2011 gab die Stadt Asan bekannt, den Standort des Vereins nach Yesan zu verlegen und der dortigen Verwaltung zu übergeben. In Yesan trug der Verein den Namen Yesan United FC.

### Yesan-Ära (2012)
In Yesan konnte der Verein ebenfalls keine Erfolge feiern. In der Gruppenphase wurde man nur Vorletzter und verpasste damit erneut die Pokal- sowie die Meisterschaftsspielqualifikation. Ende 2012 zog der Verein wieder nach Asan um und die Stadtverwaltung Asans übernahm die Kontrolle über den Verein wieder.

### Letzte Spielzeit und endgültige Auflösung (2013–2015)
In Asan trug der Verein wieder den Namen Asan United FC. Trainer in Asan wurde Jeong Nam-kil. 2013 beendete der Verein auf Platz sechs die Gruppenphase. Ende 2013 meldete sich der Verein wegen finanzieller Schwierigkeiten aus der Liga ab und löste die erste Mannschaft auf. Der Verein bestand bis 2015 aber weiterhin. Der Verein fusionierte letztendlich mit den K3-League-Verein Cheonan FC und löste sich damit endgültig auf.

### Historie-Übersicht
| Saison | Liga      | Kl. | Vereine | Spiele | Pl. | S  | U | N  | Tore   | Pkt. | KFA Cup            | K3-League-Play-Off | Trainer       |
| 2007   | K3 League | 3   | 10      | 18     | 10. | 2  | 2 | 14 | 18:58  | 8    | -                  | Nicht Qualifiziert | Jeong Ji-hun  |
| 2008   | K3 League | 3   | 16      | 29     | 9.  | 13 | 3 | 13 | 63:73  | 42   | Nicht Qualifiziert | Nicht Qualifiziert | Jeong Ji-hun  |
| 2009   | K3 League | 3   | 17      | 32     | 16. | 1  | 3 | 28 | 28:121 | 6    | Nicht Qualifiziert | Nicht Qualifiziert | n. b.         |
| 2010   | K3 League | 3   | 9       | 25     | 7.  | 7  | 1 | 17 | 20:65  | 22   | Nicht Qualifiziert | Nicht Qualifiziert | n. b.         |
| 2011   | K3 League | 3   | 8       | 22     | 8.  | 3  | 6 | 13 | 37:73  | 15   | Nicht Qualifiziert | Nicht Qualifiziert | n. b.         |
| 2012   | K3 League | 3   | 9       | 25     | 8.  | 8  | 2 | 15 | 58:72  | 26   | Nicht Qualifiziert | Nicht Qualifiziert | n. b.         |
| 2013   | K3 League | 4   | 9       | 16     | 6.  | 7  | 2 | 7  | 44:34  | 23   | Nicht Qualifiziert | Nicht Qualifiziert | Jeong Nam-kil |

## Stadion
| Stadion | Name                           | Eigentümer              | Eröffnung | Nutzungszeitraum | Nutzungszeitraum |
| Stadion | Name                           | Eigentümer              | Eröffnung | Von              | Bis              |
| ------- | ------------------------------ | ----------------------- | --------- | ---------------- | ---------------- |
|         | Dangjin-Stadion                | Stadtverwaltung Dangjin | 2006      | 2007             | 2007             |
|         | Seonmun-Universität-Sportplatz | Universitätsverwaltung  | k. I.     | 2008             | 2008             |
|         | Yi-Sun-shin-Sportstadion       | Stadtverwaltung Asan    | 2008      | 2009             | 2011             |
|         | Yesan-Stadion                  | Stadtverwaltung Yesan   | k. I.     | 2012             | 2012             |
|         | Yi-Sun-shin-Sportstadion       | Stadtverwaltung Asan    | 2008      | 2013             | 2013             |